# 諏訪八幡神社 (飯能市)
諏訪八幡神社（すわはちまんじんじゃ）は埼玉県飯能市大字飯能にある神社。境内社の飯能恵比寿神社は武蔵野七福神に数えられる。

## 祭神
- 武御名方命
- 誉田別命
- 豊受姫命
- 奥津姫命
- 奥津彦命
- 火産霊命
- 大山咋命
- 白山姫命
- 木花姫咲耶姫命
- 保食命、猿田彦命
- 天宇受売姫命
- 埴安姫命
- 崇徳天皇
- 武内宿禰
- 大日孁貴命
- 菅原道真、大己貴命
- 少彦名命
- 天児屋根命

## 由緒
創祀は永正13年（1516年）初春11日。
加治菊房丸（中山氏）、平重清（畠山氏）などが建御名方命（諏訪神）を勧請して「諏訪神社」と号し、後に信州から八幡神（誉田別命）を勧請して「諏訪八幡神社」となった。
天正12年（1584年）に加治勘解由左衛門吉範、智観寺住僧法印慶賢が再建した。
1887年（明治20年） 本殿を現在地に移し、社殿造営。
昭和29年（1954年）に宗教法人に登録。
2016年（平成28年） 社殿改修。

## 神事
- 1月1日 元旦祭
- 4月27日 春祭
- 9月27日 例祭
- 11月25日 七五三
- 11月27日 秋祭

### 獅子舞
秋祭りには、この神社に伝承されている獅子舞を奉納する。
3頭立てのササラ獅子舞で天下泰平、国土安穏を祈る。市指定無形文化財。

## 社殿
- 本殿・覆殿・拝殿・神楽殿・社務所・境内神社・摂末社・倉庫・水屋・鳥居など
- 境内地 4,858.1 m2

## 境内神社
- 飯能恵比寿神社

恵比寿と大黒天を祭る。武蔵野七福神に数えられるが、同中では唯一の神社である。
- 丹生（たんしょう）神社

正一位丹生大明神とも称され、享保雛を神体に埴山姫命、罔象女命を祀る。
神社の境内には、この神社の名から丹生樹がある。
その他、愛宕神社、山祇神社、荒神神社、御嶽神社、琴平神社、加納神社、白山神社、稲荷神社がある。

## その他
吉良蘇月句碑
境内に、吉良蘇月の句碑があり、「 稲架とれて野に幻想の獅子の笛　蘇月」
と刻まれている。92×125×130cmの自然石製で、昭和63年（1988年）の建立。

## ギャラリー

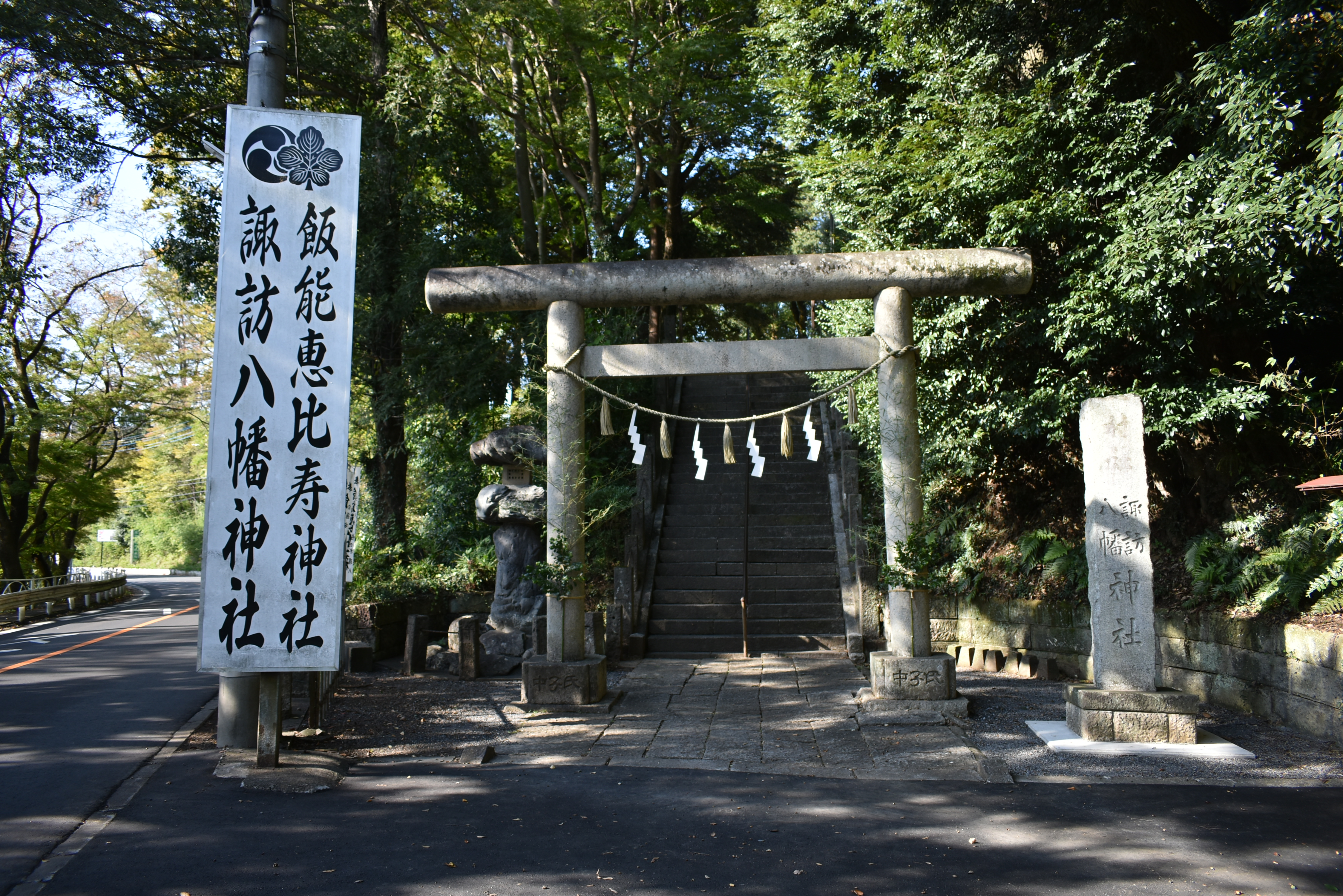
鳥居（2019年11月2日撮影）
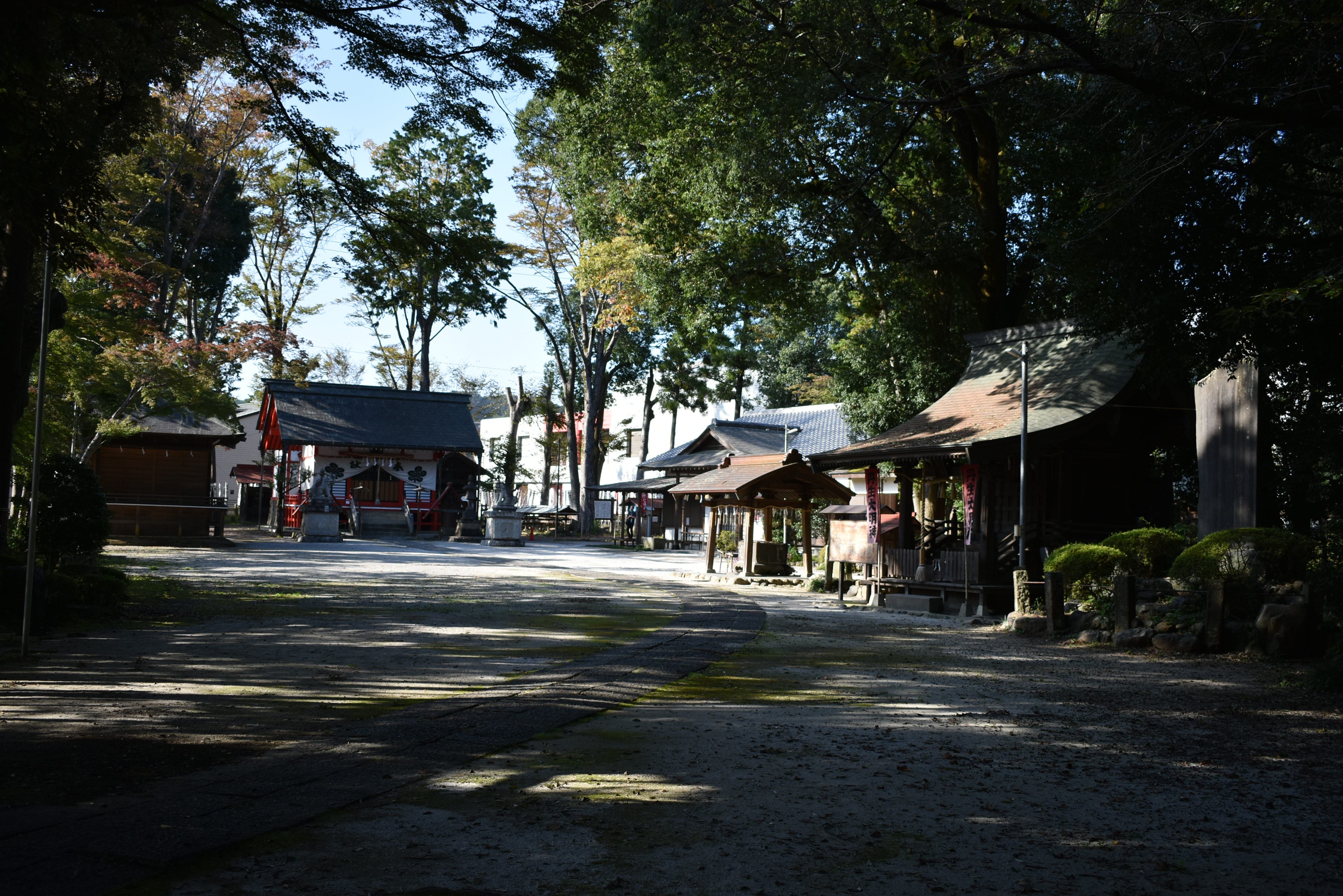
境内（2019年11月2日撮影）
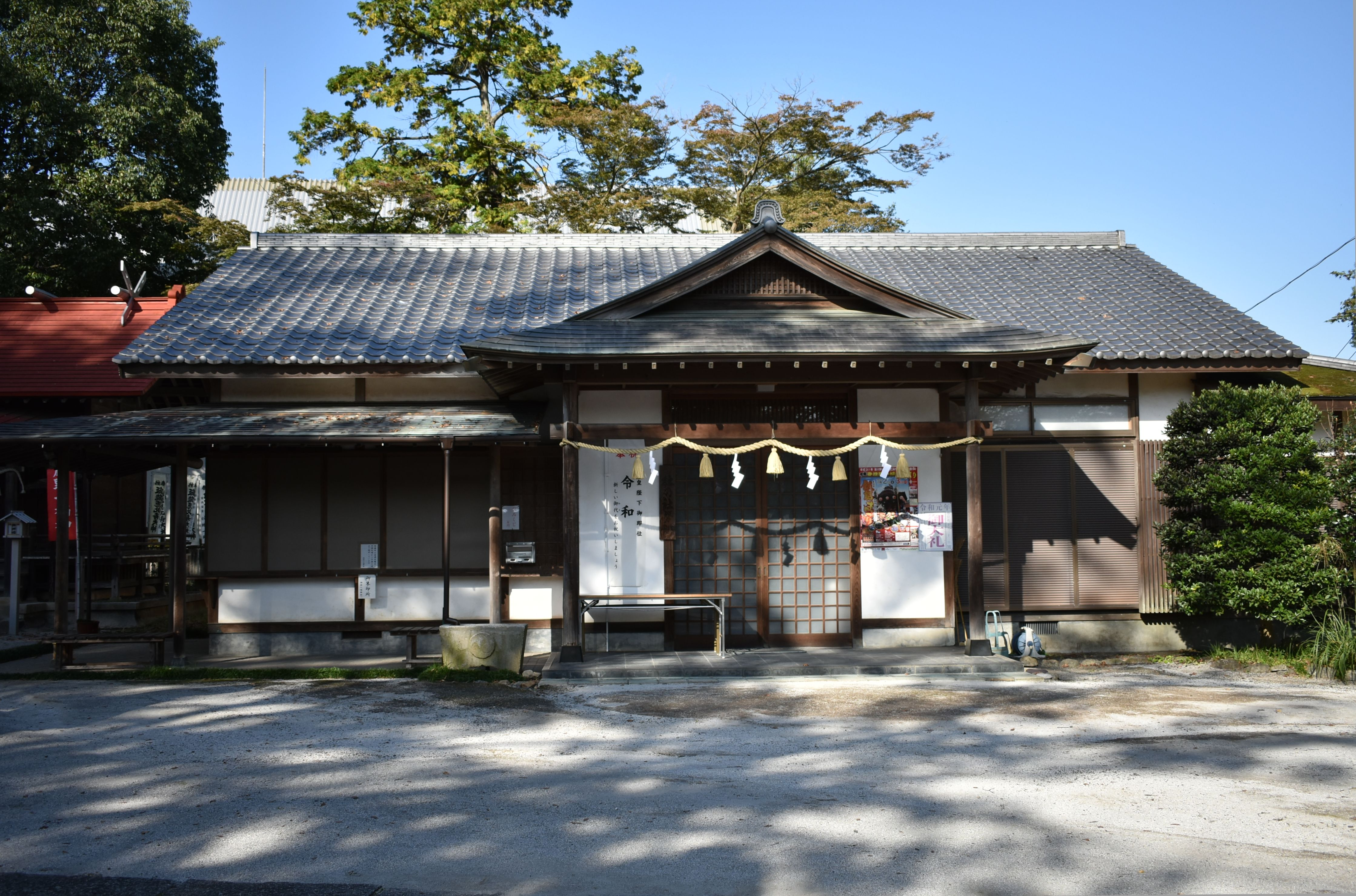
社務所（2019年11月2日撮影）
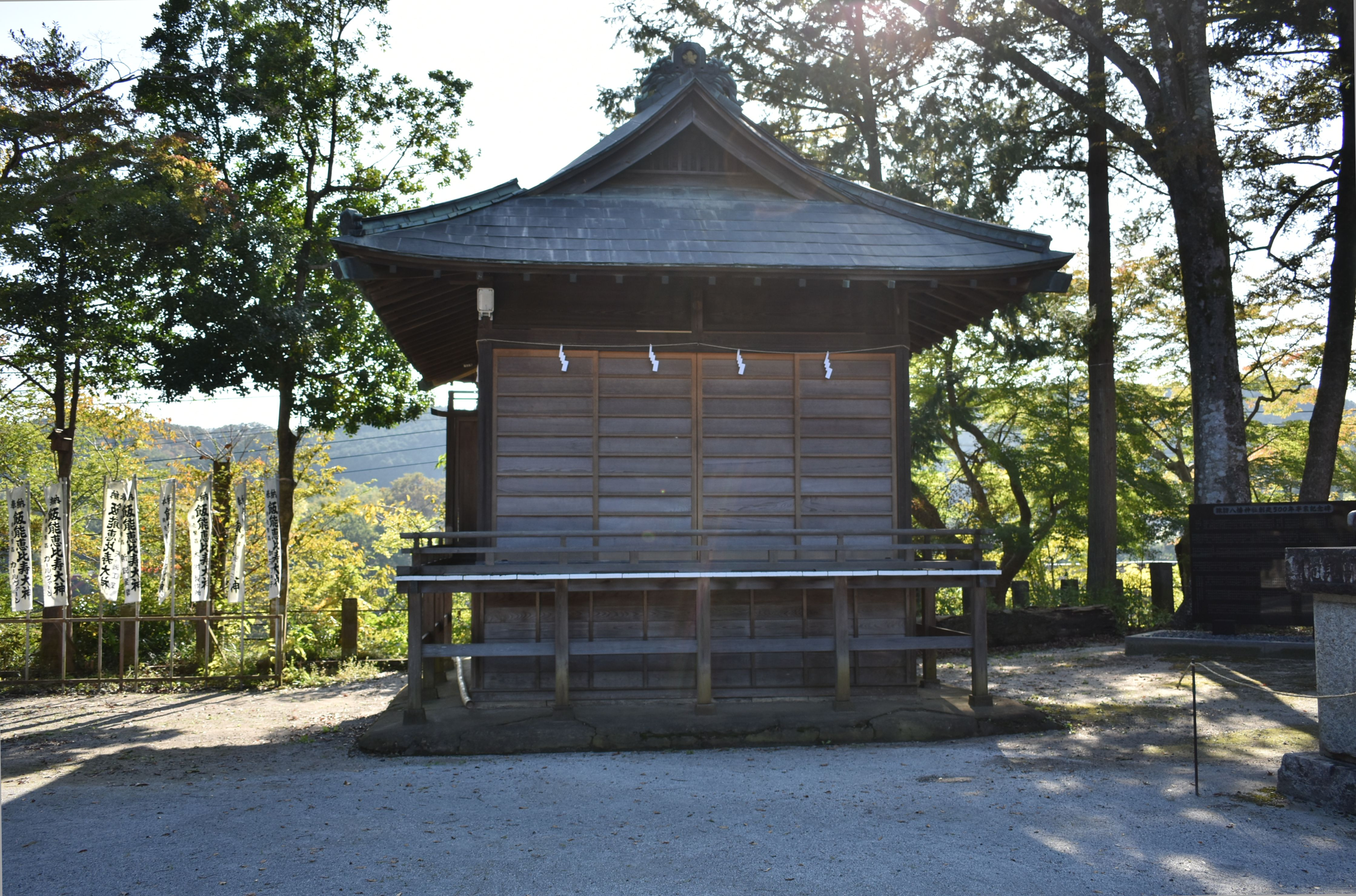
神楽殿（2019年11月2日撮影）
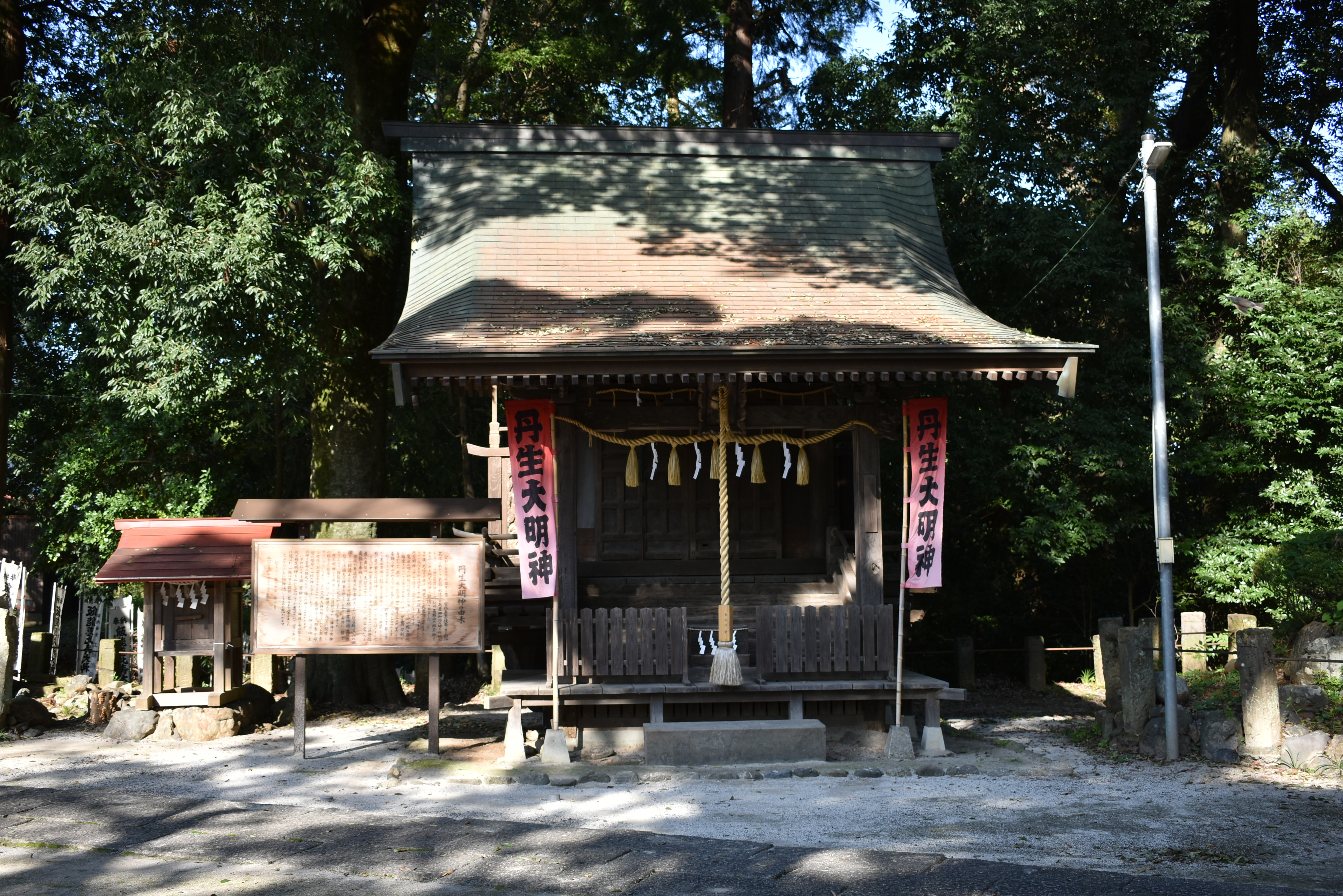
恵比寿大神（2019年11月2日撮影）
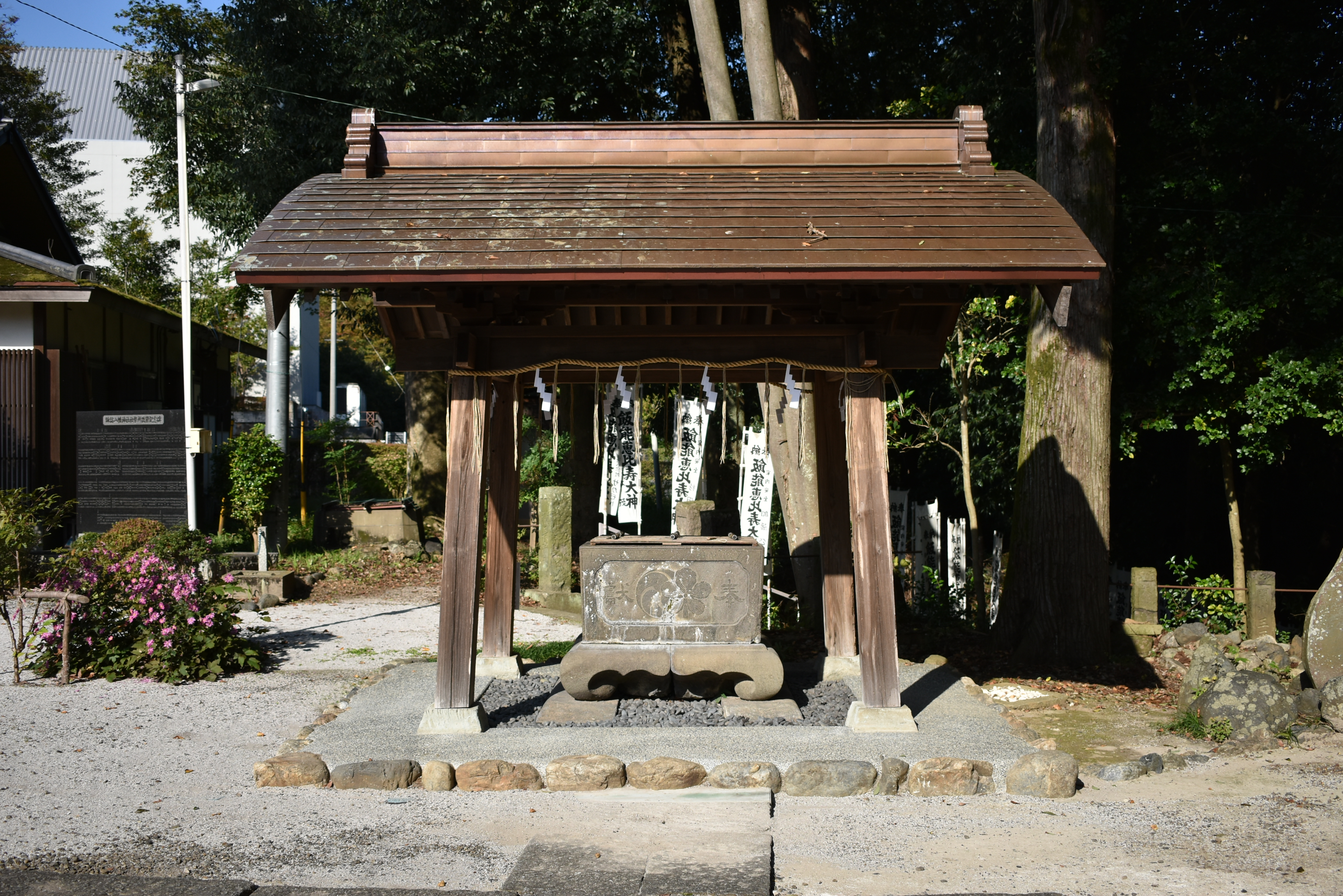
手水舎（2019年11月2日撮影）

## 周辺の社寺・施設・観光所
- 観音寺
- 飯能市郷土館
- 飯能河原